# Pantcharèvo (arrondissement)
 (mars 2024).
Si vous disposez d'ouvrages ou d'articles de référence ou si vous connaissez des sites web de qualité traitant du thème abordé ici, merci de compléter l'article en donnant les références utiles à sa vérifiabilité et en les liant à la section « Notes et références ».
Pour l’article homonyme, voir Pantcharevo.
L'arrondissement Pantcherèvo (en bulgare : Район Панчарево) est un arrondissement de la ville de Sofia, capitale de la Bulgarie.

## Géographie
L'arrondissement de Pantcherèvo est l'un des 24 arrondissement de la commune de Sofia. Il est situé dans la partie sud-est de l'agglomération, à 16 km du centre-ville.

## Administration
L'arrondissement de Pantcharèvo comprend dix villages et fait partie de la commune de Sofia :
- Bistritsa
- Dolni Passarel
- Guérman
- Jéléznitsa
- Kazichéné
- Kokalyané
- Krivina
- Lozèn
- Pantcharèvo
- Plana

## Galerie

Pantcharèvo
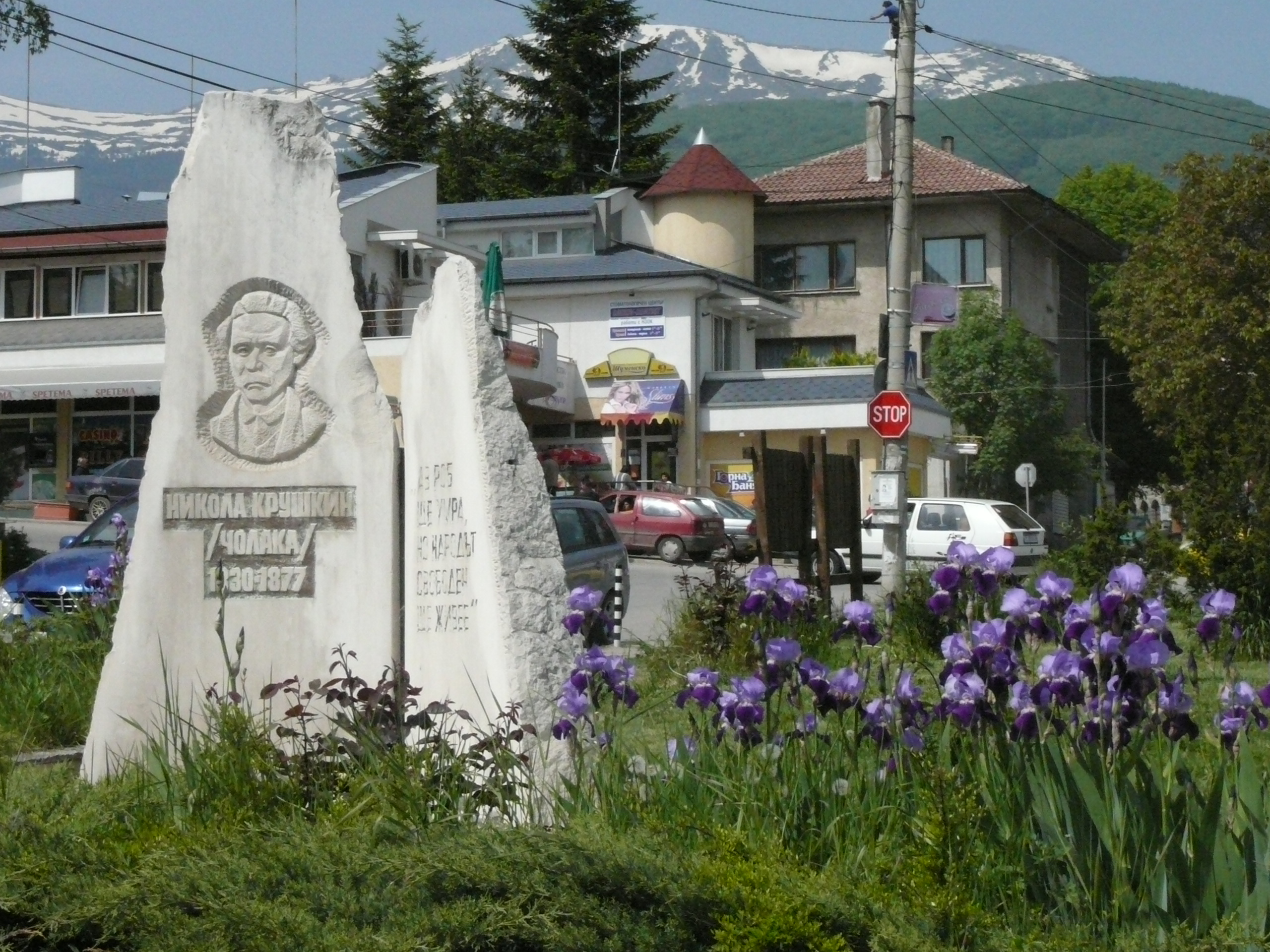
Bistritsa : Vue sur le monument au centre du village et la montagne Vitocha
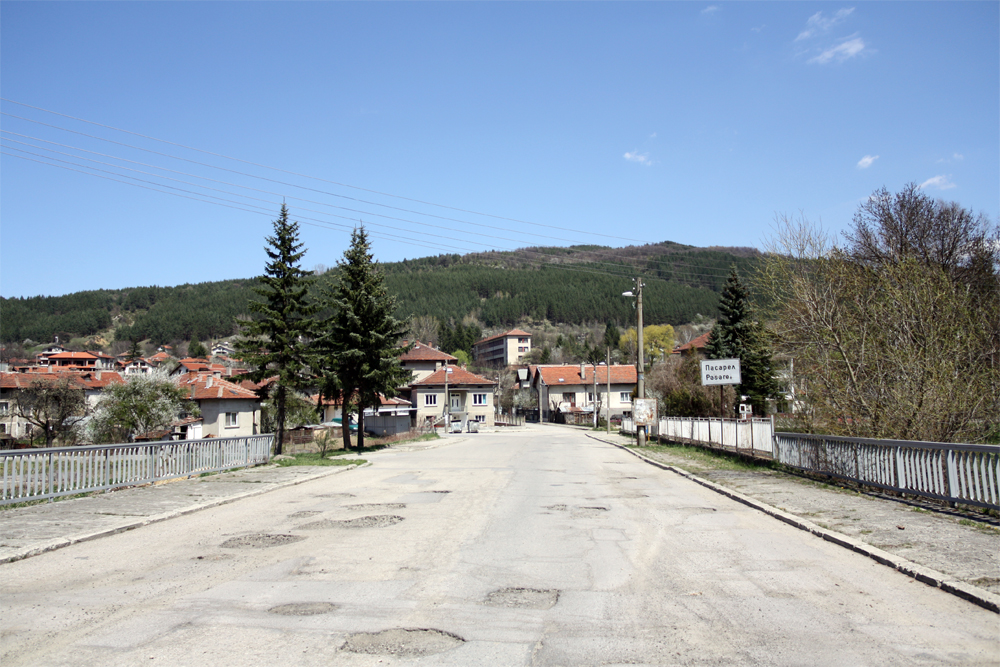
Dalni Passarél : l'entrée du village
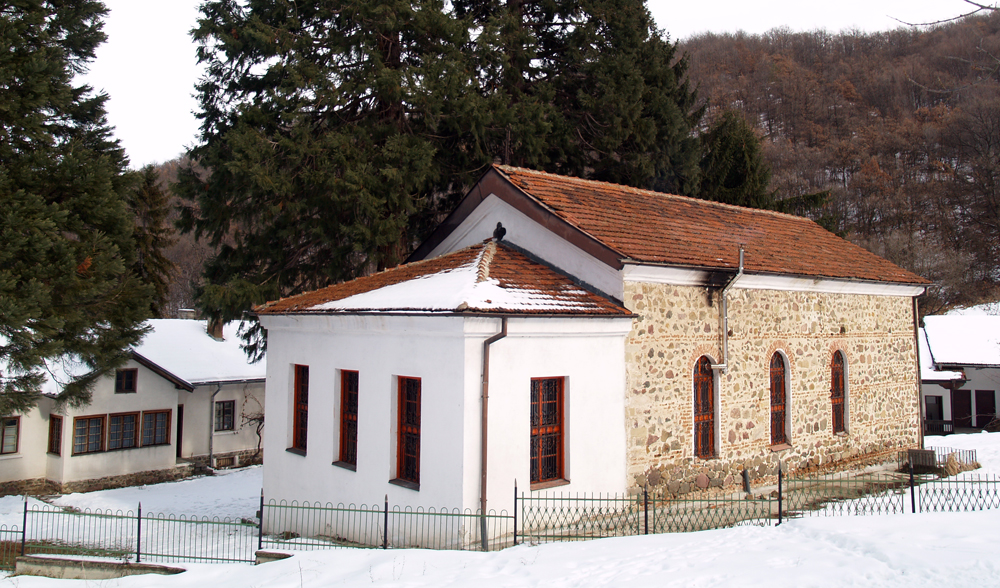
Guérman : le monastère
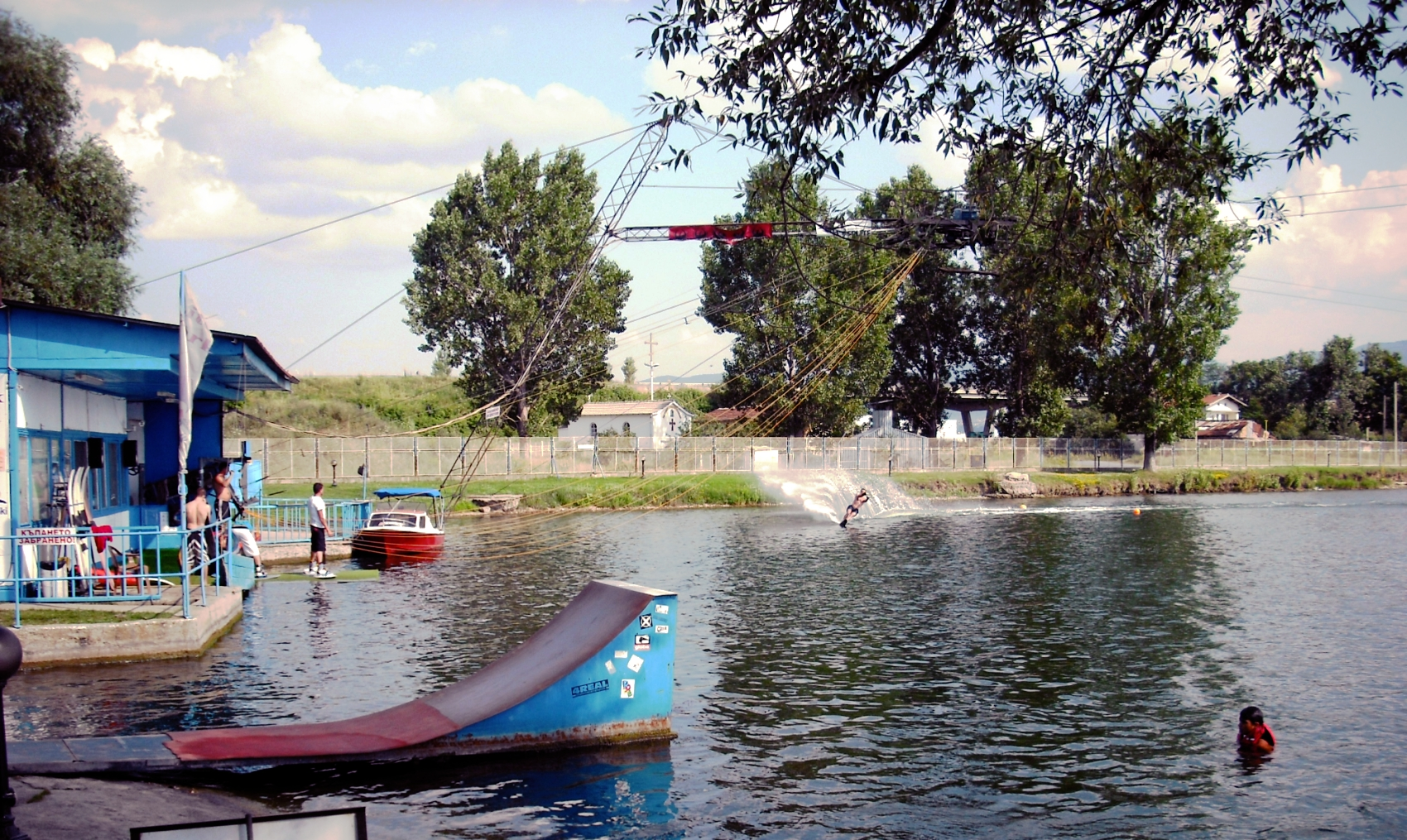
Kazichéné : la base aquatique
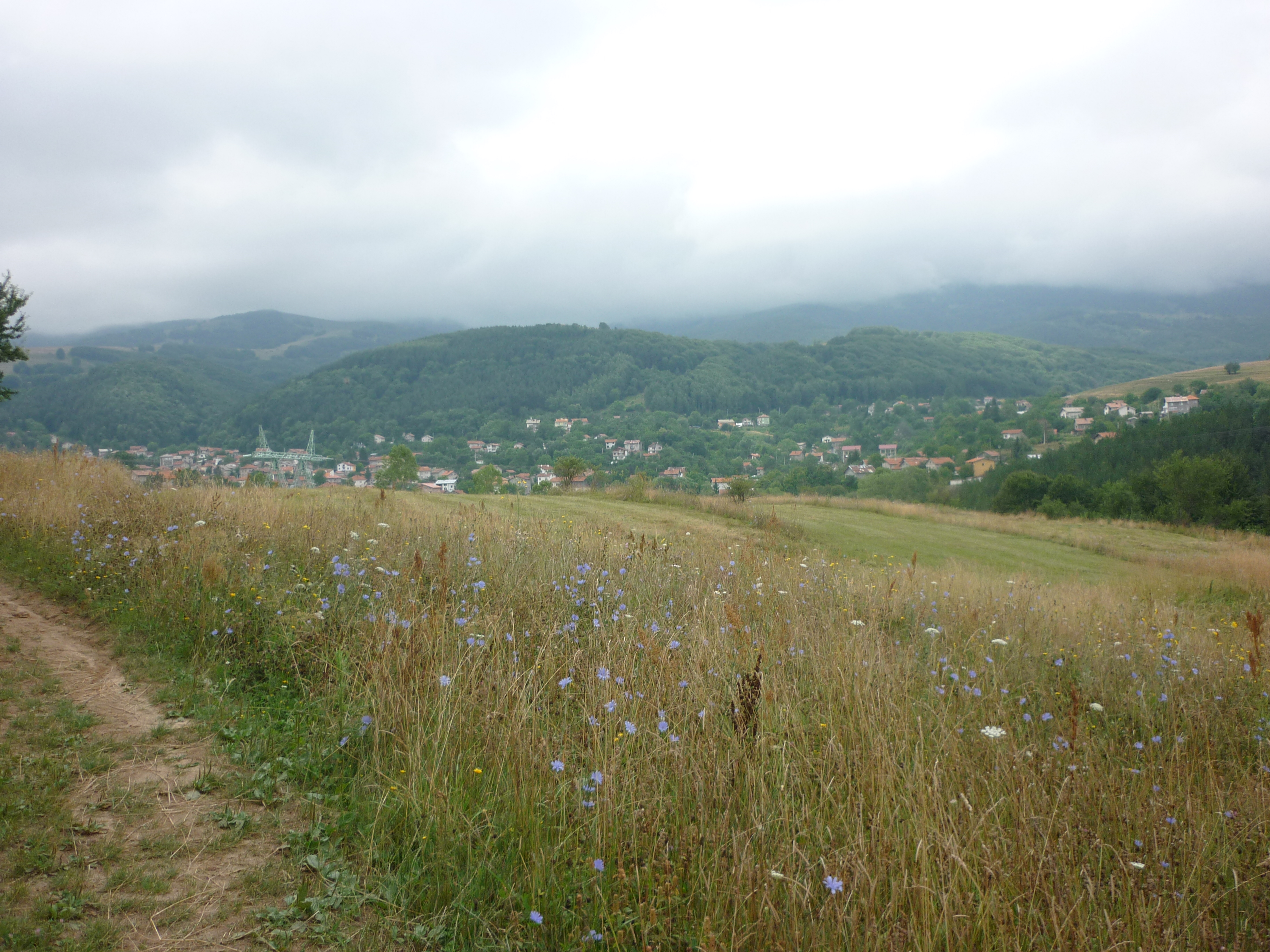
Jéléznitsa : vue panoramique
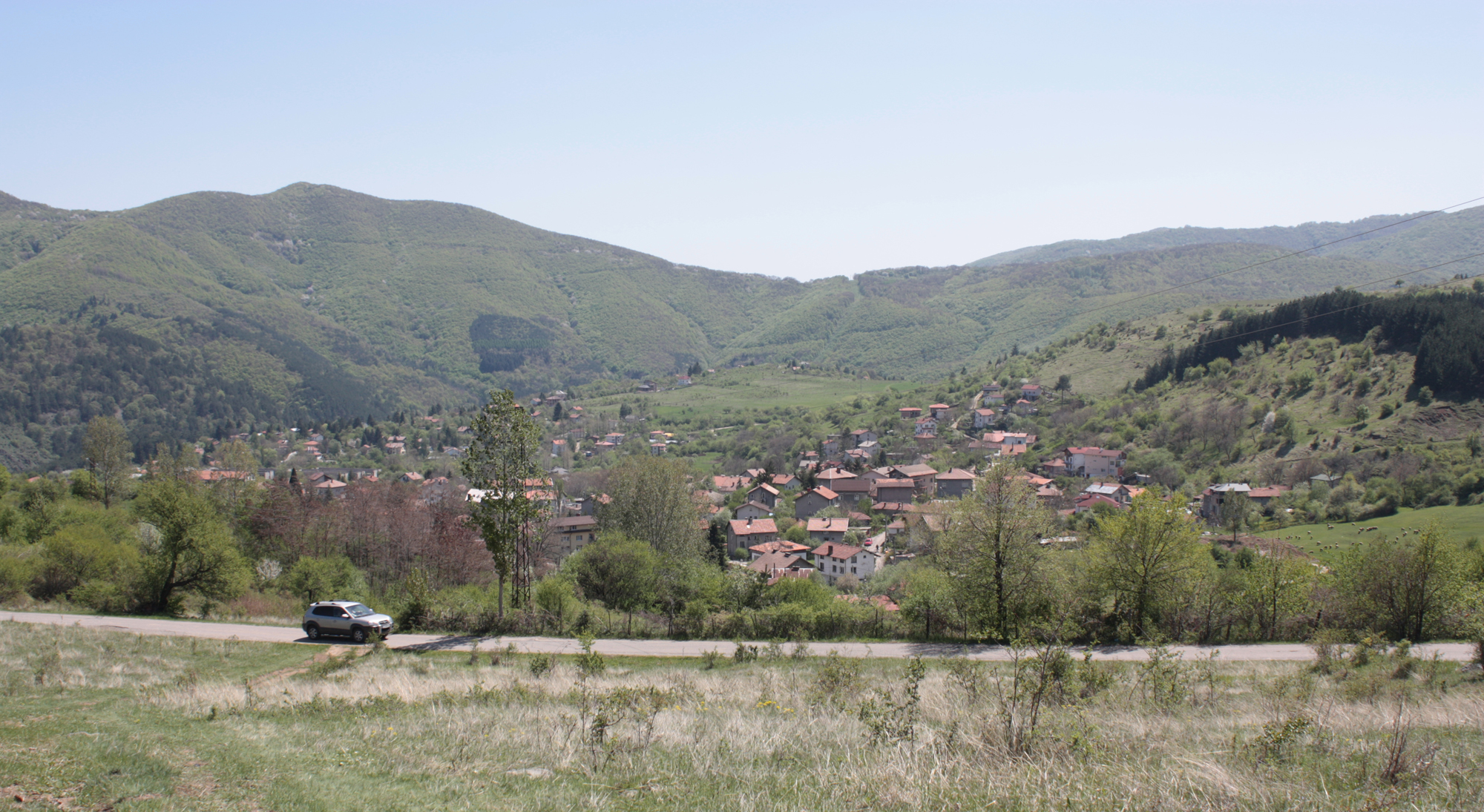
Kokalyané : vue panoramique
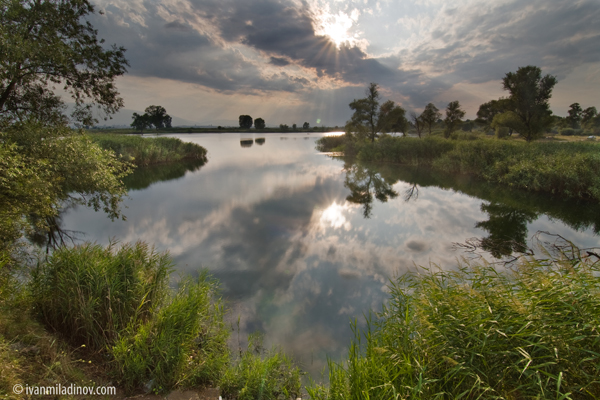
Krivina : le lac
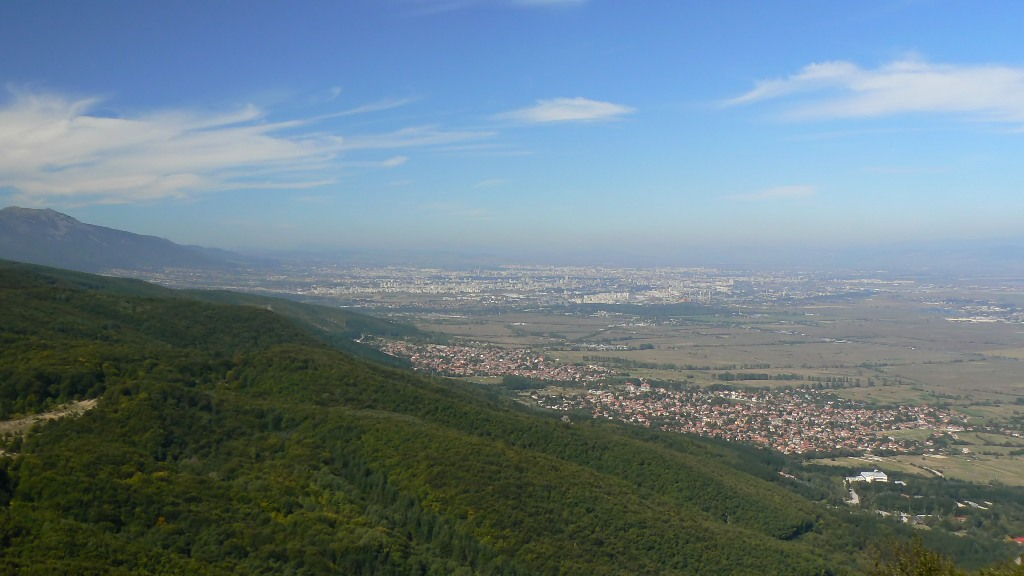
Lozèn : le village et Sofia vus depuis la montagne Lozèn
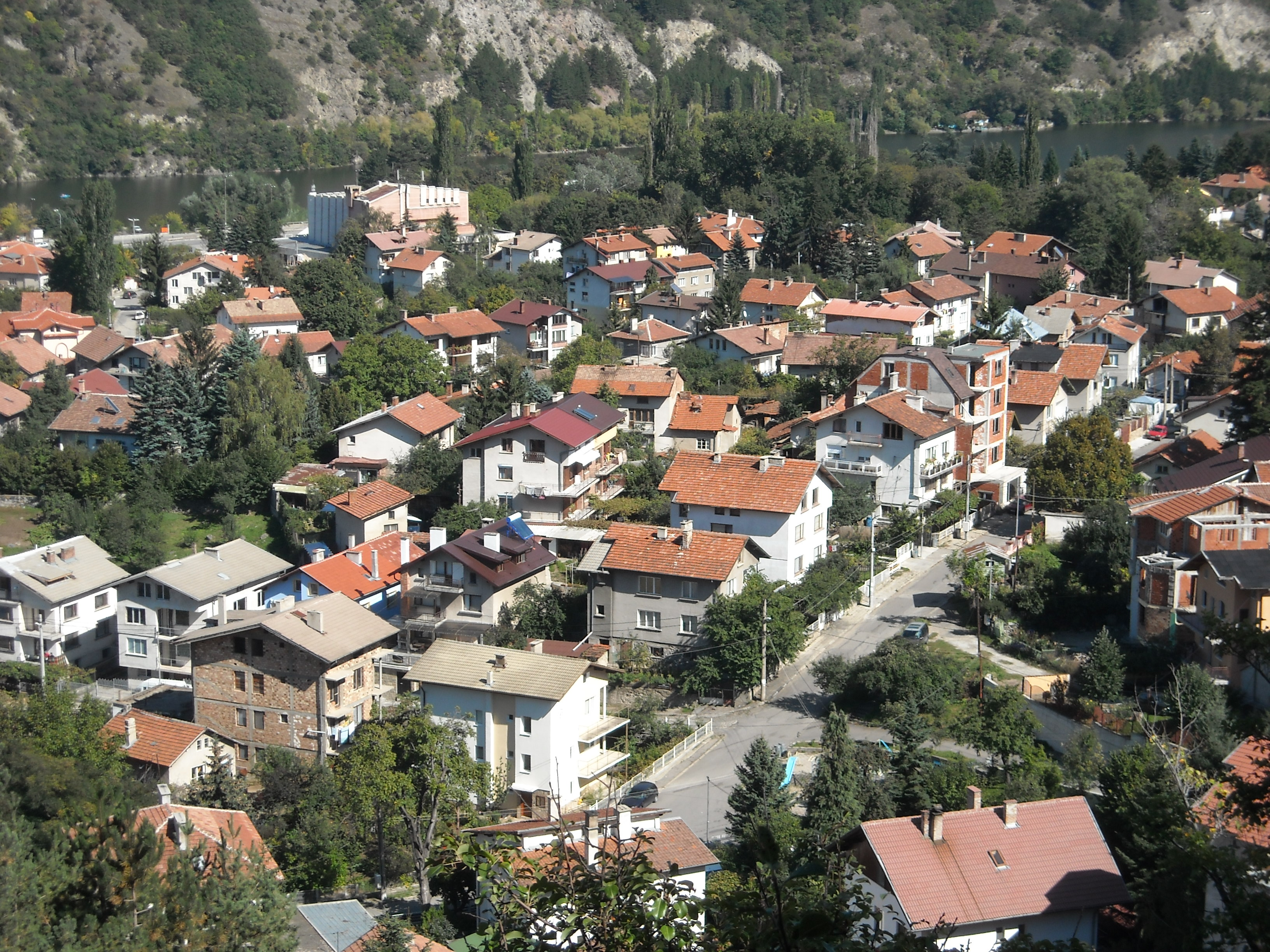
Pantcharèvo
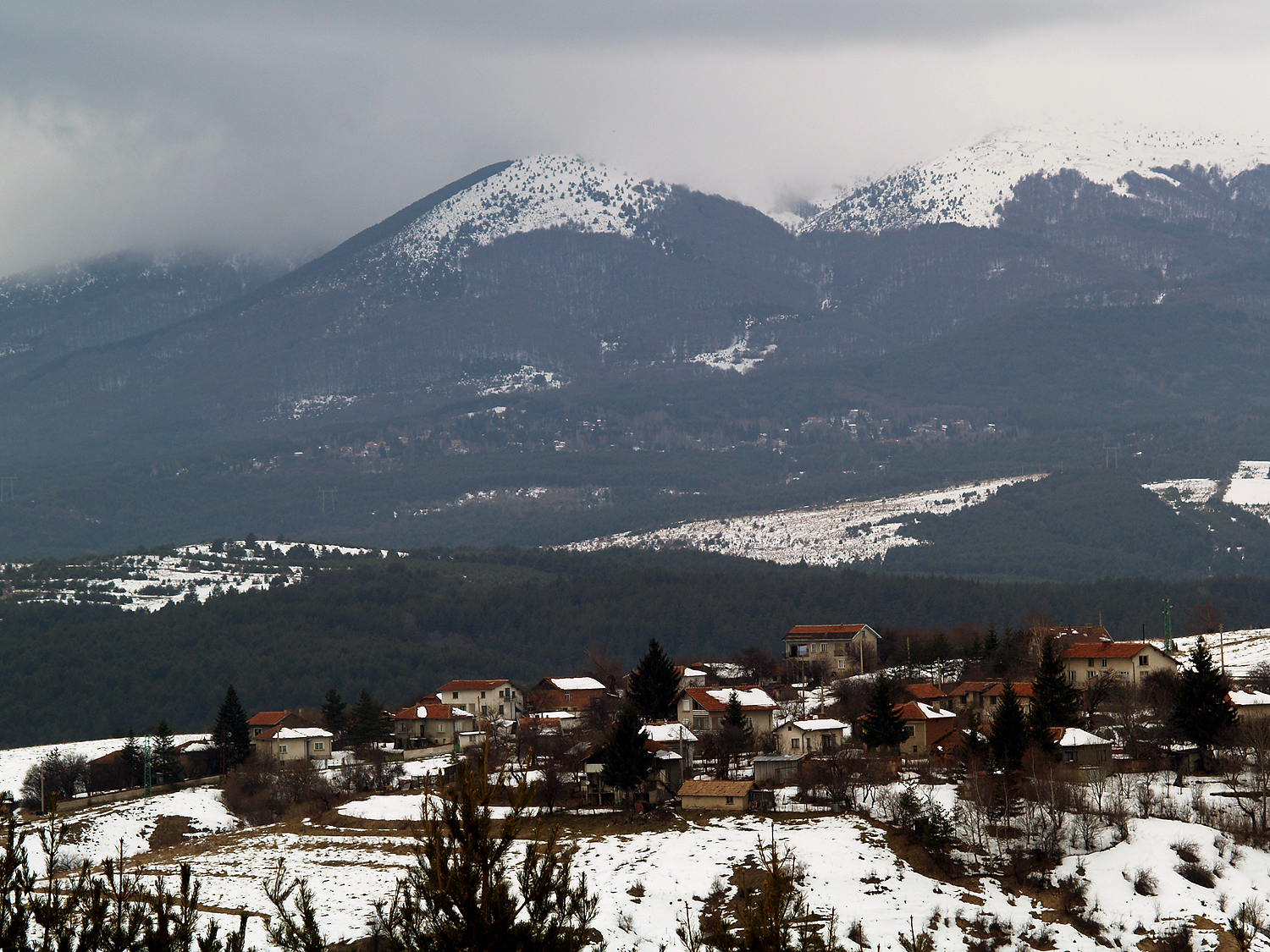
Plana : un hameau du village en hiver